# Xanthoparmelia subumbilicata
Xanthoparmelia subumbilicata är en lavart som beskrevs av Elix & U. Becker. Xanthoparmelia subumbilicata ingår i släktet Xanthoparmelia och familjen Parmeliaceae.   Inga underarter finns listade i Catalogue of Life.